# Cô em họ bất đắc dĩ
Cô em họ bất đắc dĩ (tiếng Hàn: 마이걸; Romaja: Mai Geol) là một bộ phim truyền hình Hàn Quốc 2005 với sự tham gia của diễn viên Lee Da-hae, Lee Dong-wook, Lee Joon-gi và Park Si-yeon. Phim chiếu trên SBS từ ngày 14 tháng 12 năm 2005 đến 2 tháng 2 năm 2006 vào mỗi thứ 4&5 lúc 21:55 gồm 16 tập.

## Phân vai

### Nhân vật chính
- Lee Da-hae vai Joo Yoo-rin
- Lee Dong-wook vai Seol Gong-chan
- Lee Joon-gi vai Seo Jung-woo[3]
- Park Si-yeon vai Kim Se-hyun[4]

### Nhân vật phụ
- Jo Kye-hyung vai Ahn Jin-gyu
- Hwang Bo-ra vai Ahn Jin-shim
- Byun Hee-bong vai Seol Woong (ông của Gong-chan)
- Ahn Suk-hwan vai Jang Il-do
- Choi Ran vai Bae In-sun
- Lee Eon-jeong vai Yoon Jin-kyung
- Kim Yong-rim vai Jang Hyung-ja (mẹ của Jung-woo)
- Jung Han-heon vai Joo Tae-hyung (ba của Yoo-rin)

## Giải thưởng
2006 SBS Drama Awards
- Top 10 Stars: Lee Da-hae
- New Star Award: Park Si-yeon

## Ratings
| Ngày       | Tập        | Toàn quốc | Seoul     |
| ---------- | ---------- | --------- | --------- |
| 14-12-2005 | 1          | 14.6% (8) | 15.8% (6) |
| 15-12-2005 | 2          | 15.7% (8) | 17.0% (5) |
| 21-12-2005 | 3          | 16.5% (5) | 17.5% (4) |
| 22-12-2005 | 4          | 18.8% (4) | 19.9% (4) |
| 28-12-2005 | 5+6        | 20.3% (3) | 21.7% (3) |
| 4-1-2006   | 7          | 22.8% (2) | 24.2% (2) |
| 5-1-2006   | 8          | 23.3% (2) | 25.0% (2) |
| 11-1-2006  | 9          | 21.3% (3) | 22.1% (2) |
| 12-1-2006  | 10         | 24.1% (2) | 24.7% (2) |
| 18-1-2006  | 11         | 21.0% (5) | 22.1% (4) |
| 19-1-2006  | 12         | 24.3% (2) | 26.0% (2) |
| 25-1-2006  | 13         | 21.1% (3) | 23.1% (3) |
| 26-1-2006  | 14         | 23.5% (3) | 22.8% (3) |
| 1-2-2006   | 15         | 23.2% (3) | 23.7% (3) |
| 2-2-2006   | 16         | 24.9% (3) | 26.0% (3) |
| Trung bình | Trung bình | 19.7%     | 20.7%     |

## Truyền hình quốc tế
Phim chiếu trên GTV ở Đài Loan vào tháng 6 năm 2006, tiếp theo là ở Hong Kong vào tháng 7 năm 2006, và chiếu ở Malaysia trên 8TV và Animax Asia cùng naưm.
Phim cũng được chiếu ở Nhật Bản trên TV Tokyo bắt đầu từ 6 tháng 9 năm 2007, và được chiếu trên kênh cáp KNTV từ 9 tháng 4 đến 16 tháng 3 năm 2009.